# H3h3プロダクションズ
h3h3プロダクションズ（エイチスリー・エイチスリー・プロダクションズ、英：h3h3Productions）は、イーサン・クライン（Ethan Klein）とヒーラ・クライン（Hila Klein）夫婦によるアメリカ合衆国の2人組YouTuberである。動画内容の大半は、インターネット文化を風刺するリアクション動画やスケッチ・コメディで構成されている。H3 ポッドキャストは、2017年から運営されている彼らのポッドキャストチャンネルである。

## 経歴

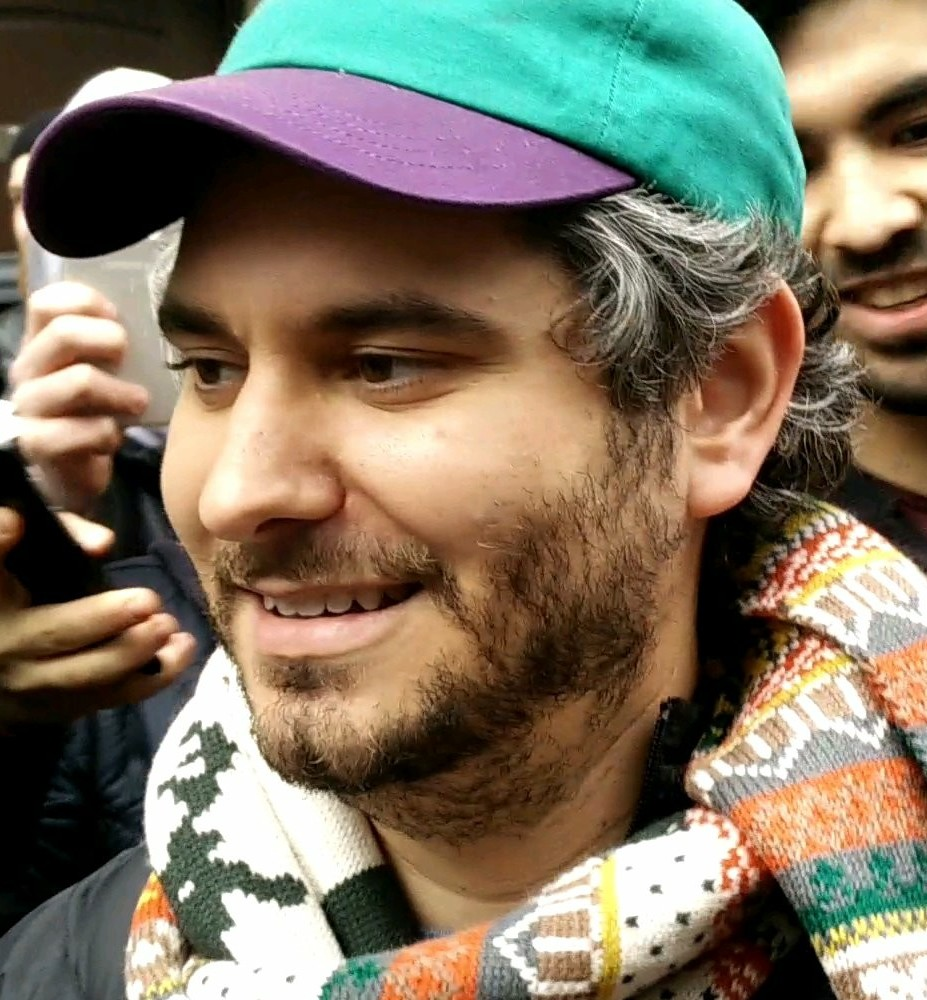
イーサン・クライン（2017年）

h3h3プロダクションズは、イスラエル系アメリカ人のイーサン・クラインとヒーラ・クライン夫婦が2011年に開設した。チャンネルに投稿される動画の主な形式は、クライン夫妻による批評と解説のリアクション動画で、ソース動画のクリップに解説と不条理なスケッチ・コメディを混ぜた様式になっている。
インターネットのトレンドや様々なインターネットセレブリティを批評することで評判になっており、またいくつかのYouTubeのポリシーにも対応している。二人はいくつかのオンライン論争に反応しており、その多くはサイトに投稿された悪戯動画に関連している。クライン夫婦は、ビデオゲーム・カウンターストライクに関連するオンライン賭博に若い視聴者を参加させるよう誘うYouTubeチャンネルへの批判で注目され、主にスキンを現実世界の通貨と交換することによって若い視聴者をオンラインギャンブルに参加させるYouTubeチャンネルを批判している。
クライン夫婦はH3 ポッドキャストというポッドキャストを作成し、当初はTwitchで配信されていたが、2017年4月にYouTubeに移った。その最初の動画が2017年4月8日に投稿され、リック・アンド・モーティの共同制作者であるジャスティン・ロワランドが出演した。このポッドキャストはピューディパイやポスト・マローンのほかジェーク・ポールなどの有名インターネットセレブリティとの対話形式のインタビューで開始された。

## 私生活
アメリカ人のイーサン・クラインとイスラエル人のヒーラ・ハクモンは、2007年にイスラエルのホロコースト記念館ヤド・ヴァシェムで初めて出会った。イーサンはバースライト・イスラエル旅行で、ヒーラはイスラエル国防軍に所属していた。二人は2012年に結婚した。YouTubeを始めたばかりのころは、イスラエルで同棲していた。二人の間には、二人の息子、セオドア（2019年6月生）とブルース（2022年2月生）がいる。